# Шуренков, Пётр Карпович
Пётр Карпович Шуренков (1904—1944) — советский военачальник, полковник. Командующий танковой группой Северо-Кавказского фронта в период Великой Отечественной войны.

## Биография
Родился 29 января 1904 года в селе Святое, Могилёвской губернии.
С 1924 года призван в ряды РККА и направлен для обучения в школу младшего начсостава при отдельном эскадроне связи 1-й Отдельной особой кавалерийской бригады и после её окончания с 1925 по 1927 год проходил обучение в Северо-Кавказской военно-политической школе. С 1927 по 1930 год служил в войсках Московского военного округа в составе 1-й Отдельной особой кавалерийской бригаде в должностях заведующего библиотекой, помощник командира 3-го эскадрона по политической части, политический руководитель и командир эскадрона 62-го кавалерийского полка. С 1930 года — помощник командира батареи по политической части 21-го конно-артиллерийского дивизиона. 
С 1930 по 1931 год обучался в  ЛБТКУКС. С 1931 по 1932 год на педагогической работе в Новочеркасских кавалерийских курсов усовершенствования комсостава и в Северо-Кавказской кавалерийской школе. С 1932 по 1933 год служил в составе 22-й стрелковой дивизии в должностях командира роты и начальника штаба батальона. С марта по июнь 1933 год на педагогической работе в Орджоникидзевской Краснознамённой пехотной школе. С июня по октябрь 1933 года служил в Зерноградских автотракторных мастерских Северо-Кавказского военного округа в должности командира учебной роты Отдельного танкового батальона. С апреля по декабрь 1934 год — помощник начальника штаба механизированного полка 10-й кавалерийской дивизии. С 1934 по 1935 год обучался на Разведывательных КУКС при Штабе РККА. С 1935 по 1936 год — начальник автодепо Северо-Кавказского военного округа. С  1936 по 1939 год служил в составе Киевского военного округа в должности начальника разведывательной части штаба 12-й механизированной бригады. С 1939 года — начальник разведывательной части штаба 52-й отдельной легкотанковой бригады, участник Советско-польской войны.
С марта по сентябрь 1941 года начальник разведывательного отделения штаба 50-й танковой дивизии, участник Великой Отечественной войны с первых дней войны в составе  войск Западного фронта, участник Смоленского сражения. С сентября 1941 по апрель 1942 года — начальник штаба 150-й танковой бригады в составе 3-й армии Брянского и Юго-Западного фронтов участвовал в Московской битве. С апреля по май 1942 год — командир 39-й танковой бригады. С мая по август 1942 года — командир 140-й отдельной танковой бригады в составе Южного фронта. В 1942 году заочно окончил Военную академию РККА имени М. В. Фрунзе. С 16 августа 1942 по 7 октября 1943 год — командир 5-й гвардейской танковой бригады в составе Южного и Закавказского фронтов, участник Моздок-Малгобекской и Нальчикско-Орджоникидзевской оборонительных операциях. С октября по декабрь 1943 года — командующий танковой группой Северо-Кавказского фронта, которая участвовала в Новороссийско-Таманской стратегической наступательной операции. С 15 декабря 1943 по 21 августа 1944 года — заместитель командира 4-го гвардейского танкового корпуса, участник  Житомирско-Бердичевской, Проскурово-Черновицкой и Львовско-Сандомирской стратегических наступательных операциях.
Погиб в бою 21 августа 1944 года в районе польского города Дембица, похоронен во Львове.

## Награды
- четыре ордена Красного Знамени (10.11.1941, 08.02.1943, 18.09.1943, 03.11.1944[9])
- Орден Суворова II степени (03.06.1944)
- Орден Отечественной войны I  степени (22.12.1944, посмертно)
- Медаль За оборону Кавказа[10][2]

## Память
- В 2013 году в селе Юровка Краснодарского края, именем П. К. Шуренкова названа улица[11]